# Tmesipteris
Tmesipteris is een geslacht van varens uit de familie Psilotaceae.
Het zijn zeer primitieve vaatplanten, waarvan het niet duidelijk is of zij als voorouders van de modernere vaatplanten mogen beschouwd worden, dan wel als een doodlopende tak van de evolutionaire boom.
Tmesipteris-soorten zijn epifyten die vooral op boomvarens van de geslachten Dicksonia en Cyathea groeien. Het verspreidingsgebied is beperkt tot de subtropische en tropische gebieden van het Australaziatisch gebied, voornamelijk Australië, Tasmanië, Nieuw-Zeeland, Nieuw-Caledonië en Nieuw-Guinea, waar de soorten voorkomen in warme, gematigde regenwouden. 

## Naamgeving en etymologie
De botanische naam Tmesipteris is een samenstelling van Oudgrieks τμῆσις, tmēsis (snede) en πτερίς, pteris (varen).

## Kenmerken
De sporofyten zijn middelgrote epifytische planten met rizoïden die zich als een mat rond de boomvaren hecht, en waaruit korte, hangende, onvertakte donkergroene stengels ontspruiten voorzien van enaties (kleine, schubachtige bladen zonder nerven).
De sporendoosjes bevinden zich tussen de bladen op korte vertakkingen en zijn  tweelobbig.
De gametofyten groeien ondergronds en dragen oppervlakkige antheridia en dieper liggende archegonia.

## Taxonomie
Er is lange tijd discussie geweest over juiste plaatsing van Tmesipteris en het zustergeslacht Psilotum, waarbij ze door sommige auteurs als echte varens beschouwd werden, en door anderen als afstammelingen van de eerste vaatplanten. In de taxonomische beschrijving van Smith et al. (2006), gebaseerd op DNA-onderzoek, worden beide geslachten echter als enige in een aparte orde Psilotales onder de klasse Psilotopsida geplaatst, als zustergroep van de andere varens.
Het geslacht telt dertien soorten. De typesoort is Tmesipteris tannensis.

### Soorten
- Tmesipteris elongata Dangeard (1890-91)
- Tmesipteris horomaka Perrie, Brownsey & Lovis (2010)
- Tmesipteris lanceolata Dangeard (1890-91)
- Tmesipteris norfolkensis P.S.Green (1986)
- Tmesipteris obliqua R.J.Chinnock (1993)
- Tmesipteris oblongifolia A.F.Braithw. (1986)
- Tmesipteris ovata Wakef. (1944)
- Tmesipteris parva Wakef. (1944)
- Tmesipteris sigmatifolia Chinnock (1975)
- Tmesipteris solomonensis Braithwaite (1973)
- Tmesipteris tannensis (Spreng.) Bernh. (1801)
- Tmesipteris truncata (R. Br.) Desv. (1827)
- Tmesipteris vanuatensis A.F. Braithw. (1986)
- Tmesipteris vieillardii Dangeard (1890-91)

Geslacht: Psilotum

Soorten: P. complanatum · P. nudum · P. ×intermedium

Geslacht: Tmesipteris

Soorten: T. elongata · T. lanceolata · T. norfolkensis · T. obliqua · T. oblongifolia · T. ovata · T. parva · T. sigmatifolia · T. solomonensis · T. tannensis · T. truncata · T. vanuatensis · T. vieillardii